# 158th Fighter Wing

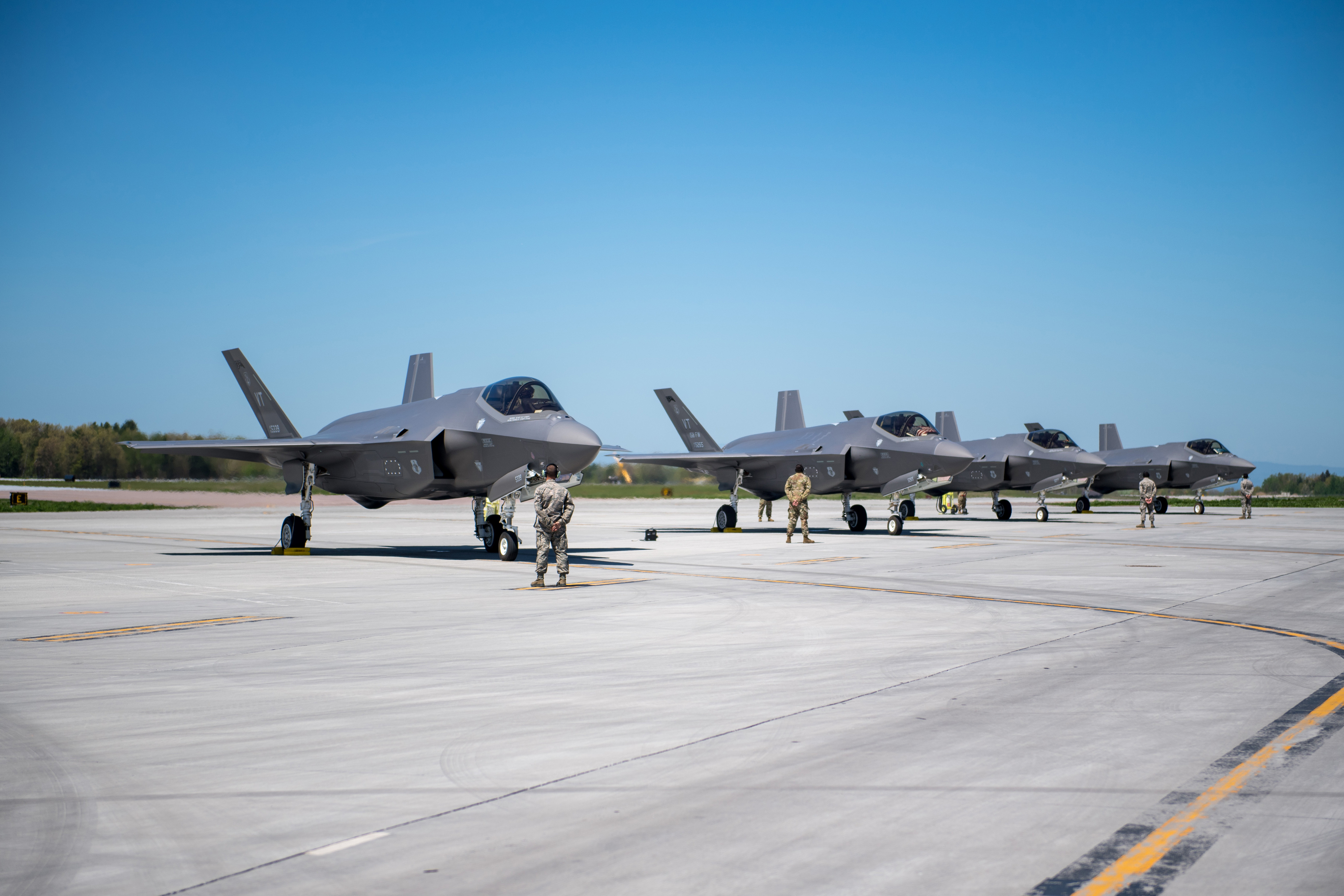
F-35A dello Stormo

Il 158th Fighter Wing è uno Stormo da caccia della Vermont Air National Guard. Riporta direttamente all'Air Combat Command quando attivato per il servizio federale. 
Il suo quartier generale è situato presso la Burlington Air National Guard Base, Vermont.

## Organizzazione
Attualmente, al giugno 2021, esso controlla:
- 158th Operations Group, codice di coda VT
  - 158th Operations Support Squadron
  -  134th Fighter Squadron - Equipaggiato con 20 F-35A
All'unità è associato il 315th Fighter Squadron, 495th Fighter Group, Air Combat Command
- 158th Maintenance Group
  - 158th Maintenance Squadron
  - 158th Aircraft Maintenance Squadron
- 158th Mission Support Group
  - 158th Contracting Squadron
  - 158th Logistics Readiness Squadron
  - 158th Force Support Squadron
  - 158th Security Forces Squadron
- 158th Medical Group
  - 158th Medical Support Squadron
  - 158th Medical Operations Squadron
  - 158th Aerospace Medicine Squadron
  - 158th Inpatient Operations Squadron
- 229th Cybersapce Operations Squadron
- 158th Comptroller Squadron